# Kärnvapenterrorism
Kärnvapenterrorism syftar på användandet, eller hotet om användandet, av kärnvapen eller andra liknande vapen inom terrorism, inklusive attacker mot byggnader eller militära baser där radioaktivt material finns. I juridiska termer är kärnvapenterrorism ett brott där en person olagligen och medvetet använder radioaktivt material med syftet att döda eller åsamka allvarligt kroppslig skada, enligt de internationella terrorismkonventionerna.
USA:s tidigare president Barack Obama kallade kärnvapenterrorismen "det enskilt viktigaste nationella säkerhetshotet som vi står inför". I sitt första tal till FN:s säkerhetsråd lade Obama märke till att en enda kärnvapendetonation i en tätbefolkad stad som New York, Moska, Peking, eller London skulle kunna döda hundratusentals människor, och beskrev ett sådant hot som att det skulle kunna "destabilisera vår säkerhet, våra ekonomier och vårt sätt att leva".